# Abel Balbo
Abel Balbo (1 de juny de 1966) és un exfutbolista argentí.

## Selecció de l'Argentina
Va formar part de l'equip argentí a la Copa del Món de 1990. Destacà pel que fa a clubs, a Itàlia.